# China Online Centre
Le China Online Centre est un gratte-ciel de 215 mètres construit en 2000 à Hong Kong.